# 錫拉庫薩省
錫拉庫薩省（義大利語：Provincia di Siracusa）是意大利西西里大区的一個省。面積2,109平方公里，2005年人口396,175人。首府錫拉庫薩。下分21市鎮。
自西西里省份被取消后，该省在2015年被锡拉库萨自由市镇联合体（free municipal consortium of Syracuse）所取代。